# Катажина Кобро
Катажина Кобро (пољ. Katarzyna Kobro; Москва, 26. јануар 1898 — Лођ, 21. фебруар 1951) је била пољска авангардна вајарка и истакнута представница конструктивистичког покрета у Пољској. Пионир иновативне вишедимензионалне апстрактне скулптуре, одбацила је естетизам и заложила се за интеграцију просторног ритма и научних достигнућа у визуелну уметност.
Рођена у Москви у породици мешовитог немачког и руског наслеђа, Кобро је емигрирала у Пољску 1920-их, где је произвела већину својих радова. Заједно са својим супругом, Вłадисłавом Стрземинским, радила је на концепту просторности уграђивањем просторне композиције, као и монтажних елемената и индустријских или вештачких производа у скулптуру.

## Биографија
Катажина Кобро је рођена 26. јануара 1898. године у Москви, у тадашњој Руској империји, у мултикултуралној породици.  Њен отац, Николај Александар Михаел фон Кобро, потекла је из породице балтичких Немаца из данашње Летоније, а мајка Евгенија Розанов је била Рускиња. 
Ране године провела је у Риги, а затим се са породицом преселила у Москву 1915. Од 1917. до 1920. године студирала је у Московској школи за сликарство, вајарство и архитектуру. Била је члан Московског савеза уметника са Казимиром Маљевичем, Олгом Розановом, Владимиром Татлином и Александром Родченком, између осталих. Кобро се 1920. године удала за пољског уметника Владислава Стшеминског (1893–1952). Почетком 1922. побегла је у Пољску и 1924. добила пољско држављанство.

## Каријера
Пар се настанио у малом пољском граду Сзцзекоцини, а касније се преселио у Колушки, где су радили као учитељи. Године 1926. Кобро је са архитектима Бохданом Лахертом и Шимоном Сиркусом суоснивао групу Праесенс, али је напустио групу 1929. због разлика у садржају. Кобро, Стрземински, сликар Хенрик Стажевски и песници Јан Бжековски и Јулијан Пшибош су тада основали ар гроуп, иницијализацију која се обично тумачи као „револуционарни уметници“ или „права авангарда“.
Била је кључна за оснивање Музеја уметности у Лођу . Године 1932. она и њен муж су се придружили групи Abstraction-Création . Године 1937. Кобро је потписала Димензионистички манифест из 1936. који су објавили Жан Арп, Марсел Дишан и Ласло Мохољи-Нађ . 

## Стил
Кобро је била једна од најпрогресивнијих међуратних авангардних уметница. Под утицајем конструктивизма, одбацила је концепте естетизма, индивидуализма и субјективизма, и уместо тога поставила апсолутни објективизам форме. Њен главни циљ је био да изгради апстрактно уметничко дело, засновано на универзалним и објективним правилима откривеним експериментисањем и просторном анализом. 
Њена скулптура је концептуализовала бесконачан простор, који је требало посматрати као униформан и без фокусних или референтних тачака, као што је порекло координатног система. Стога је настојала да простор организује тако да се не дели на простор затворен у форму и искључен из ње, већ да дело коегзистира са простором и да омогући простору да продре у њега.

## Заоставштина
Јединствене просторне композиције Кобро су имале значајан утицај на различите модерне уметнике, између осталих и на белгијског вајара и сликара Жоржа Вантонгерлуа чије су скулптуре еволуирале током 1920-их и 1930. године под утицајем Кобровог стваралаштва. Њени радови су били изложени у музејима широм света укључујући Центар Помпиду, Мусео Реина Софиа, Музеј модерне уметности,  Музеј модерене Малме,  и Вхитецхапел Галлери . 
12. децембра 2012. Међународна астрономска унија дала је назив кратеру који се налази на јужној хемисфери Меркура у част Кобро.
26. јануара 2022. Гугл је представио дудл у знак сећања на њен 124. рођендан. 